# Reserve-Polizei-Bataillon 64
Das Reserve-Polizei-Bataillon 64 war eine militärische Einheit der deutschen Ordnungspolizei. Im Zweiten Weltkrieg wurde das Bataillon zunächst nach dem Überfall auf Polen im annektierten Warthegau zur Bewachung öffentlicher Gebäude, aber auch zur Vertreibung von Polen ins Generalgouvernement eingesetzt. Im Vorfeld des geplanten Überfalls auf die Sowjetunion gehörte das Bataillon im Frühjahr 1941 zu den Truppen im deutsch besetzten Serbien und tötete bei deren Aktionen zur sogenannten „Partisanenbekämpfung“ und als Bewacher des KZ Šabac und des KZ Sajmište bei Semlin mehrere tausend Menschen: Juden, serbische Zivilisten, „Zigeuner“ und Angehörige des Widerstandes. Nach dem Krieg wurden an Jugoslawien ausgelieferte Bataillonsangehörige dort verurteilt, darunter Kommandeur Major Adolf Josten 1947 zum Tode. In Deutschland führte die Zentralstelle bei der Staatsanwaltschaft Dortmund ab 1961 fünf verschiedene Ermittlungsverfahren gegen Angehörige des Bataillons durch, aber alle wurden eingestellt, so dass es nicht zur Anklageerhebung kam.

## Aufstellung
Das Reserve-Polizei-Bataillon 64 wurde am 12. Oktober 1939 in Köln aufgestellt, wobei die Ausbildungsabteilung der Polizei in Köln in der Zugweg-Kaserne das Stammpersonal bildete, zu dem Reservisten aus Köln und Umgebung eingezogen wurden. Im Unterschied zu Stefan Klemp nennt Georg Tessin Essen als Heimatstandort des Bataillons. Klemp hält die spätere zeitweise Verlegung nach Essen für möglich, weist aber auf die übereinstimmenden Zeugenaussagen zur Aufstellung in Köln hin, die Tessins These widersprechen.
Das Bataillon bestand zunächst aus einem Stab, Nachrichtenzug, drei Kompanien und einer Kraftfahrstaffel. Als noch eine 4. Kompanie, die in Bochum aufgestellt worden war, dazukam, wurde die Einheit nach Leslau (Włocławek) in Polen verlegt. Kommandeur war Oberstleutnant Johannes Wirth. In Leslau wurde das Bataillon aufgeteilt. Während die 2. Kompanie unter August Huft nach Lipno kam, rückten die 1. Kompanie unter Oberleutnant Adolf Gross und die 3. Kompanie unter Oberleutnant Wilhelm Denker nach Gotenhafen (Gdynia/Gdingen) ab und wurden dem Befehlshaber der Ordnungspolizei in Danzig unterstellt. Lediglich der Stab und die 4. Kompanie unter Oberleutnant Otto Ehrmann verblieben in Leslau, bevor am 6. November 1939 Graudenz neuer Standort wurde. Zuerst ging nur die Bataillonsgruppe aus Leslau an den neuen Standort, kurz danach die 2. Kompanie. Die 1. und 3. Kompanie folgten am 17. November 1939 nach Graudenz.
Über die soziale Zusammensetzung des Reserve-Bataillons 64 liegt keine spezielle Untersuchung vor. Das vergleichbare Reserve-Polizei-Bataillon 61 aus dem Raum Dortmund bestand aber laut einer jüngeren Studie in den Mannschaftsdienstgraden überwiegend aus noch ausbildungsbedürftigen Reservisten, die verschiedensten Berufsgruppen angehörten. Sie hatten in der Regel 8 Jahre Volksschule besucht, anschließend eine Lehre absolviert und waren bei der Rekrutierung 1939 durchschnittlich 34 Jahre alt (Jahrgang 1905). Die meisten waren verheiratet und hatten Kinder. 28,8 Prozent der Angehörigen dieses Reserve-Bataillons waren Mitglied der NSDAP; 8,2 Prozent gehörten der SS an und 28 Prozent waren in der NSV Mitglied.

## Einsätze im Zweiten Weltkrieg
Bei seinem Einsatz in Polen 1939/40 im dem Deutschen Reich einverleibten Warthegau war das Bataillon für die Bewachung öffentlicher Gebäude verantwortlich und die in Gdingen stationierten Bataillonsteile bewachten Anlagen der Kriegsmarine. Daneben wurden die Reservisten weiter ausgebildet. Die 1. und 3. Kompanie des Bataillons beteiligte sich auch an der Vertreibung von Polen aus dem Warthegau und aus Westpreußen ins Generalgouvernement. Anfang November 1939 gingen Fensterscheiben der Polizeiwache in Oxhöft (polnisch Oksywie), einer Revieraußenstelle des Polizeipräsidiums Gdingen, zu Bruch. Es kam zu keinen Personenschäden. Dennoch schlug Friedrich Class von der Einsatzgruppe 5 vor, die gesamte männliche Bevölkerung in Oxhöft zusammenzutreiben und 10 bis 15 jugendliche Polen vor den Augen der anderen Männer zur Abschreckung vor weiteren Anschlägen zu erschießen. Die 1. und 3. Kompanie des 64. Reserve-Polizei-Bataillons trieben die männlichen Einwohner am 11. November morgens auf dem Kirchplatz zusammen. Nach kurzem Verhör wurden von diesen zehn junge Polen im Alter von 15 bis 18 Jahren selektiert, nach Aussage eines Angehörigen der 1. Kompanie handelte es sich um Gymnasiasten. Polizisten der 1. und 3. Kompanie erschossen sie, während die anderen Angehörigen der Kompanien die Absperrung übernahmen. Nach der Erschießung ließen die Polizisten die Leichen zur Abschreckung bis zum Abend auf dem Boden liegen.
Ende Mai 1940 wurde das Bataillon aus dem Warthegau in den neuen Heimatstandort Essen verlegt, wo es im Luftschutz und zum Streifendienst eingesetzt wurde.
Am 26. Juni 1941 rückte das Reserve-Polizei-Bataillon 64 von Essen ins deutsch besetzte Serbien aus und traf am 30. Juni in Belgrad ein. Unterstellt wurde es dem Verwaltungschef beim Militärbefehlshaber in Serbien, SS-Gruppenführer Harald Turner, und erhielt zudem Befehle von der Einsatzgruppe Serbien, deren Chef Turner war, der Sicherheitspolizei und dem SD. Kommandeur des Bataillons war nun 1941 als Nachfolger Johannes Wirths Major Adolf Josten. Das Bataillon wurde regelmäßig zur Erschießung von Juden, „Zigeunern“, Kommunisten und partisanenverdächtigen serbischen Zivilisten herangezogen, die als „Geiselerschießungen“ oder „Vergeltungsaktionen“ legitimiert wurden. Die meisten Exekutionen führte das Bataillon auf dem Schießplatz Avala bei Belgrad durch. Nach Aussage von Paul Prinz, damals Hauptfeldwebel beim Stab des „Militärbefehlshabers Serbien“ in Belgrad, wurde mindestens eine dieser Exekutionen auch mit Maschinengewehren vorgenommen. Dabei erschossen 25 bis 30 Bataillonsangehörige serbische Zivilisten, einige nicht tödlich getroffene Serben wurden einfach liegen gelassen.
Ein wichtiger Teil der Tätigkeit des Bataillons war seine Teilnahme an der sogenannten Partisanenbekämpfung, womit in der Regel die Erschießung oder Erhängung partisanenverdächtiger Zivilisten gemeint war. Dabei gingen SS-, Polizei- und Wehrmachtseinheiten gemeinsam vor. Eine der Aktionen des Reserve-Polizei-Bataillons 64 wurde auch vom Oberkommando der Wehrmacht (OKW) öffentlich kommentiert. Nachdem am 14. August 1941 Oberleutnant Ehrmann und drei Wachtmeister seiner Kompanie bei einem Partisanenangriff auf einen Polizei-Pkw in Skela getötet worden waren, führte das Bataillon eine Strafexpedition durch und das OKW meldete am 16. August: „[…] Als Vergeltung 15.8. Skela niedergebrannt und 50 Kommunisten aufgehängt“. Einen Tag später ergänzte das OKW: „Außer den in Skela aufgehängten Kommunisten 15 Dorfbewohner wegen unterlassener Meldung der Bande erschossen. 350 Häuser niedergebrannt. Strafaktion im Radio, durch Anschläge und Presse bekannt gemacht.“
Am 23. September 1941 wurde die besetzte Stadt Šabac von Partisanen angegriffen – ein erstmaliger Versuch des serbischen Widerstands, die deutsche Besetzung einer Stadt militärisch zu bezwingen. Nach der umgehenden Niederschlagung des Angriffs durch die 342. Infanterie-Division wurde die gesamte männliche Bevölkerung der Stadt zwischen 14 und 70 Jahren festgenommen. Beteiligt an dieser Verhaftungsaktion war auch das 64. Reserve-Polizei-Bataillon. Die Verhafteten wurden in das von der 342. Infanterie-Division eingerichtete Lager Šabac verbracht, das zu einem Konzentrationslager ausgebaut wurde, welches im Oktober 1941 mit 15.000 bis 20.000 Menschen weit überbelegt war. Die 342. Infanterie-Division übergab es nach der Einrichtung an die Militärverwaltung. Für die Bewachung war u. a. die 1. Kompanie des Reserve-Polizei-Bataillons 64 zuständig. Diese 1. Kompanie erschoss im KZ Šabac etwa 1000 Menschen. Zeitgleich erschoss die 342. Infanteriedivision bei ihren parallel laufenden „Säuberungsaktionen“ 2.200 Zivilisten mittels ihrer Exekutionskommandos.
Danach bewachte das Reserve-Polizei-Bataillon 64 das KZ Sajmište bei Semlin. Hier waren 7500 jüdische Frauen und Kinder aus Serbien inhaftiert, bis sie mittels Gaswagen ermordet wurden. Die ermordeten Juden wurden von einem Häftlingskommando unter der Aufsicht von Bataillonsangehörigen aus dem Gaswagen entladen. Auch an Exekutionen der im Konzentrationslager inhaftierten Juden beteiligten sich Angehörige der 2. Kompanie des Bataillons.
Während die 1. und 2. Kompanie in Serbien blieben, wurde die 3. Kompanie 1942/43 in Griechenland im Raum Sufleon zur „Partisanenbekämpfung“ eingesetzt und beteiligte sich an der Erschießung von Zivilisten.
Das Reserve-Polizei-Bataillon 64 wurde im Juli 1942 dem Polizeiregiment 5 als dessen I. Bataillon zugeordnet und hatte nun als neuen Heimatstandort Wien. Insgesamt fielen dem Reserve-Polizei-Bataillon 64 mindestens 2876 Menschen zum Opfer.

## Strafverfolgung, Ermittlungen wegen Kriegsverbrechen
Nach dem Krieg wurde der Kommandeur des 64. Reserve-Polizei-Bataillons, Major Adolf Josten, in jugoslawischer Haft zum Tode verurteilt und am 10. April 1947 in Belgrad hingerichtet. Zusammen mit dem Bataillonskommandeur waren mindestens 25 weitere Polizisten des Bataillons an Jugoslawien ausgeliefert worden. Neben Josten wurde noch ein weiterer Bataillonsangehöriger zum Tode verurteilt. Die anderen erhielten Haftstrafen und konnten in den 1950er Jahren nach Deutschland zurückkehren.
Für die deutsche Justiz führte die bei der Staatsanwaltschaft Dortmund eingerichtete Zentralstelle im Lande Nordrhein-Westfalen für die Bearbeitung Nationalsozialistischer Massenverbrechen ab 1961 vier Ermittlungsverfahren gegen Angehörige des Bataillons wegen verschiedener potentieller Kriegsverbrechen bei ihren Einsätzen, vor allem in Serbien, durch. Im Zusammenhang mit der Erschießung von zehn Gymnasiasten 1939 in Gdingen wurde 1974 ein weiteres Ermittlungsverfahren eröffnet, bei dem es um die Erschießung von zwei anderen Jugendlichen ging.
In den Verfahren, bei denen insgesamt 83 Bataillonsangehörige als Beschuldigte geführt wurden, deklarierten die Polizisten ihre Taten durchgehend als „Vergeltungsaktionen“. Die Staatsanwaltschaft folgte diesen Rechtfertigungen und bewertete zudem die Erschießungen von Serben und Griechen als Totschlag, so dass die Ermittlungen 1964 wegen Verjährung eingestellt wurden. Die Tötung von Juden und „Zigeunern“ sei zwar als Mord aus rassistischen Gründen zu bewerten, so die Staatsanwaltschaft. Doch die Polizisten des Bataillons hätten sich nur der Beihilfe schuldig gemacht und zudem nicht erkannt, dass die Tötungen Mord waren, so dass auch dieses Verbrechen als verjährt anzusehen sei. Die Ermittlungen betreffs der Erschießungen der 10 Gymnasiasten im polnischen Gdingen wurden mit der Begründung eingestellt, die Taten seien so oder so verjährt, seien sie nun als Beihilfe zum Mord oder zum Totschlag zu bewerten. Die erst 1974 durchgeführten Ermittlungen wegen der nun bekannt gewordenen Erschießung zweier weiterer Jungen im November 1939 durch deutsche Polizisten in Gotenhafen wurden eingestellt, weil eine Beteiligung von Angehörigen des Bataillons nicht nachgewiesen werden konnte.